# Iossif Pawlowitsch Utkin

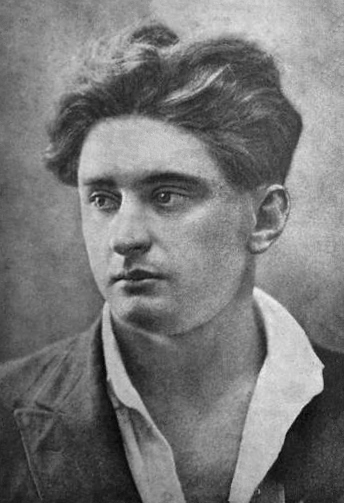
Iossif Pawlowitsch Utkin

Iossif Pawlowitsch Utkin (russisch Иосиф Павлович Уткин; * 14. Maijul. / 27. Mai 1903greg. in der Station Chingan, heute Bahnhof Hinggan Ling (兴安岭站) der Großgemeinde Unur (乌奴尔镇) in Yakeshi, Innere Mongolei, Volksrepublik China; † 13. November 1944) war ein russisch-sowjetischer Dichter und Journalist.
Iossif Utkin entstammte einer jüdischen Familie. Er wurde in der Station Chingan der Chinesischen Osteisenbahn geboren, an deren Bau seine Eltern beteiligt waren; die Strecke gehörte dem Russischen Kaiserreich, verlief aber auf dem Territorium des Kaiserreiches China. Nach der Geburt des Sohnes kehrte die Familie in ihre Heimatstadt Irkutsk zurück. Utkin wurde am Ende seiner Schulzeit wegen schlechten Verhaltens und „Freigeisterei“ aus der Schule ausgeschlossen. Im Anschluss arbeitete er unter anderem in einer Lederfabrik, als Zeitungshändler und trug Telegramme aus. Ab 1920 kämpfte Utkin freiwillig im Russischen Bürgerkrieg in der Roten Armee an der fernöstlichen Front.
Im Jahr 1922 schrieb Utkin für die Zeitung Macht der Arbeit (Власть труда) und studierte ab 1924 Journalistik in Moskau. Während dieser Zeit veröffentlichte Utkin Gedichte, die in Zeitungen abgedruckt wurden. Die Thematik in Utkins früher Schaffensperiode war hierbei häufig der Krieg. Seine erste wichtige Veröffentlichung war die Erzählung vom rothaarigen Motele (Повесть о рыжем Мотэле) im Jahr 1925, das über die Veränderungen des Lebens der jüdischen Bevölkerung nach der Oktoberrevolution handelte. Im Folgenden verfasste er mehrere Gedichtbände. Seit 1925 war Utkin für die Komsomolskaja Prawda tätig.
Im Deutsch-Sowjetischen Krieg kämpfte Utkin für die Rote Armee und wurde in Brjansk verwundet. Nach einem Aufenthalt in einem Lazarett in Taschkent kehrte er an die Front zurück, wo er abermals verletzt wurde und vier Finger der rechten Hand verlor. Während des Krieges schrieb Utkin vor allem Kriegsmärsche, die teilweise von den Soldaten an der Front gesungen wurden. Utkin starb am 13. November 1944 bei seiner Rückkehr von der Front, bei einem Flugzeugabsturz.

## Werke (Auswahl)
- Powest o ryschem Motele, gospodine inspektore, rawwine Issaje i komissare Bloch (Повесть о рыжем Мотеле, господине инспекторе, раввине Иссайе и комиссаре Блох, 1926)
- Perwaja kniga stichow (Первая книга стихов, 1927)
- Ismoros (Изморозь, 1927)
- Ogonek (Огонек, 1927)
- Stichi o woine (Стихи о войне, 1930)
- Larika (Стихи о войне, 1939)